# Diana (fotocamera)
La fotocamera Diana è una fotocamera con corpo in plastica, prodotta per la prima volta durante gli anni '60, che utilizza film a 120 mm e successivamente 135, 110 e pellicole istantanee Fuji instax Mini.
La fotocamera ha un semplice obiettivo integrato in plastica a menisco. 
La Diana spesso soffre di infiltrazioni di luce, problemi di avanzamento del film e altro. Nonostante ciò, la sua lente in plastica di bassa qualità è stata celebrata dai lomografi per i suoi effetti artistici nelle fotografie, di solito con una composizione leggermente sfocata che può fornire una qualità "onirica" alla stampa.

## Storia
La Diana apparve per la prima volta nei primi anni Sessanta come una macchina fotografica economica venduta dalla Great Wall Plastic Factory di Kowloon, Hong Kong. La maggior parte delle fotocamere furono esportate negli Stati Uniti e nel Regno Unito. Negli Stati Uniti, la Diana è stata venduta dalla Power Sales Company di Willow Grove, in Pennsylvania.
Durante gli anni '60, la compagnia energetica vendeva la Diana a circa 50 centesimi di dollari americani per unità a una varietà di rivenditori e merchandiser promozionali.
La maggior parte delle fotocamere Diana veniva distribuita come premi in fiere, carnevali, promozioni di prodotti, lotterie o altri eventi. Per un certo periodo, la fotocamera è stata regolarmente pubblicizzata per la vendita in vari periodici tramite venditori per corrispondenza. Tuttavia, con lo sviluppo di fotocamere di fascia alta, economiche e di alta qualità come la Kodak Instamatic, insieme alla declinante popolarità delle pellicole in rotolo, la richiesta di Diana è gradualmente scomparsa. Si ritiene che la produzione della Diana, dei suoi cloni, copie vicine e varianti si sia arrestata negli anni '70, sebbene analoghe macchine fotografiche da 35 mm siano state prodotte per molti anni da diverse società di Hong Kong, Taiwan e Cina per essere utilizzate come articoli promozionali.
Nel 2007 la Lomographic Society ha rimesso in produzione la macchina, rimarchiata come "Diana +" e successivamente la versione con i contatti per il sincroflash, la  "Diana F+". La macchina, come dichiarato dalla stessa società, non è una semplice replica ma aggiunge nuove funzioni all'originale.
Nel 2009 viene iniziata la commercializzazione della Diana Mini che si differenzia dalle altre versioni perché usa normali rullini 135.

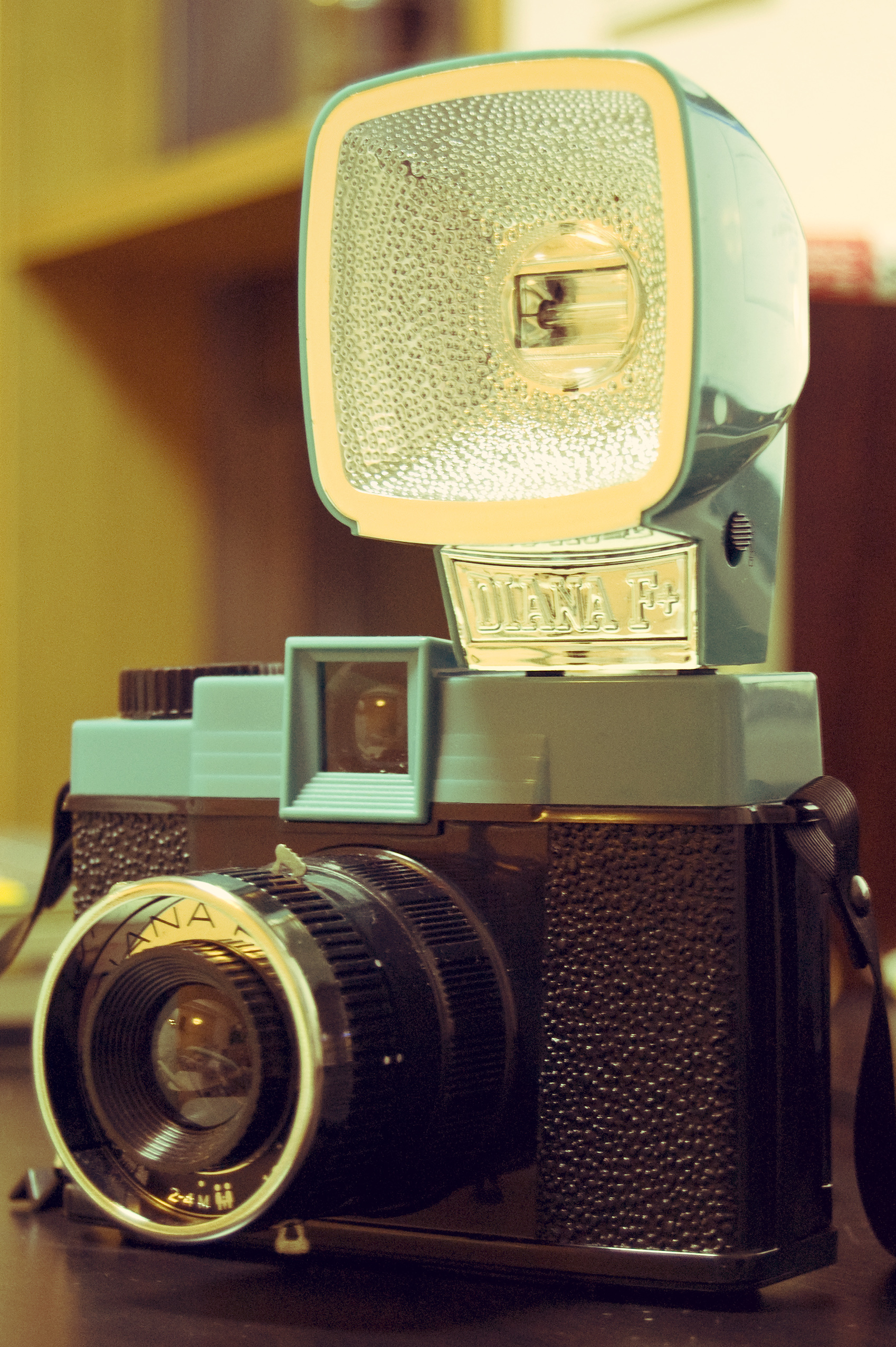
Una Diana F+ con il flash elettronico

Attualmente Lomography produce sia la versione mini, la versione con dorso per pellicole istantanee e la versione F+ nonché versioni speciali o con diversi colori del corpo delle stesse.
Nel 2014 è stato lanciato su Indiegogo un progetto per una versione digitale della macchina chiamata Rihanna.